# Franziska Kommer
Franziska Kommer (* 12. Juli 1999 in Hiddenhausen) ist eine deutsche Tennisspielerin.

## Karriere
Kommer, die mit fünf Jahren das Tennisspielen begann, bevorzugt dabei laut ITF-Profil Sandplätze. Sie gewann bislang einen Doppeltitel auf der ITF Women’s World Tennis Tour.
In der 2. Tennis-Bundesliga spielte Kommer 2014 für den TC Blau-Weiss Halle.
Ihr bislang letztes internationale Turnier spielte Kommer im Juni 2019. Sie wird daher nicht mehr in der Weltrangliste geführt.

## Turniersiege

### Doppel
| Nr. | Datum            | Turnier  | Kategorie   | Belag           | Partnerin        | Finalgegnerinnen              | Ergebnis         |
| --- | ---------------- | -------- | ----------- | --------------- | ---------------- | ----------------------------- | ---------------- |
| 1.  | 22. Oktober 2016 | Ismaning | ITF $10.000 | Teppich (Halle) | Julia Kimmelmann | Tamara Arnold Caroline Werner | 3:6, 6:3, [10:8] |